# ネオベンサミア・グラキリス
ネオベンサミア・グラキリス Neobenthamia gracilis は、ラン科の植物の1つで、細長い茎に多数の葉をつけるアシのような姿をしており、多数の白い花をくす玉のように密集して咲かせる。

## 特徴
まっすぐに立つ多年生草本。茎は束になって生じ、長さは80cmから時には2mに達する。茎は全体に細く、直立して伸び、時に分枝する。葉は茎全体に付き、2列性でその基部は葉鞘となって茎を包む。葉身は線状披針形で長さ12-28cm、先端は小さく2つに割れており、その左右は均等でない。葉身の質は柔らかく、表面には光沢がある。なお、このように細い茎が立ち上がり、その全体に細い葉がついているので、その外見はイネ科のアシなどのように見える。またよく高芽(茎の上方の節から出る新株となる芽)を出す。
花期は春で、花茎は茎の先端から出て長さ10cmほどで、多少の軟毛があり、時に3-7に分枝する。花はこの花茎の先端に多数が密集してつく。花の苞は幅の狭い三角形で長さ0.3-1cm、花柄と子房は長くて長さ1-2.5cm。花は通常は大きくは開かず、白い。萼片は長楕円状披針形で先端は鈍くとがり、長さ1-1.2cm。側花弁は萼片よりやや短くて楕円形で先端は鈍くとがる。唇弁は卵状披針形で長さ1cm、襞があり、縁は波状になっており、中央部に短い白い毛がある。また唇弁の中央部は黄色で、基部の両側には赤い斑紋がある。蘂柱は長さ0.2-0.3cm。太く短くて角張っており、縁にはまばらに剛毛がある。また蘂柱客は不明瞭で側萼片と多少ともメンタムを形成する。花粉塊は2対からなる4個で、ほぼ円形の粘着体についている。
学名の属名はイギリスの植物学者ジョージ・ベンサム(George Bentham:1800-1884)にちなむ。

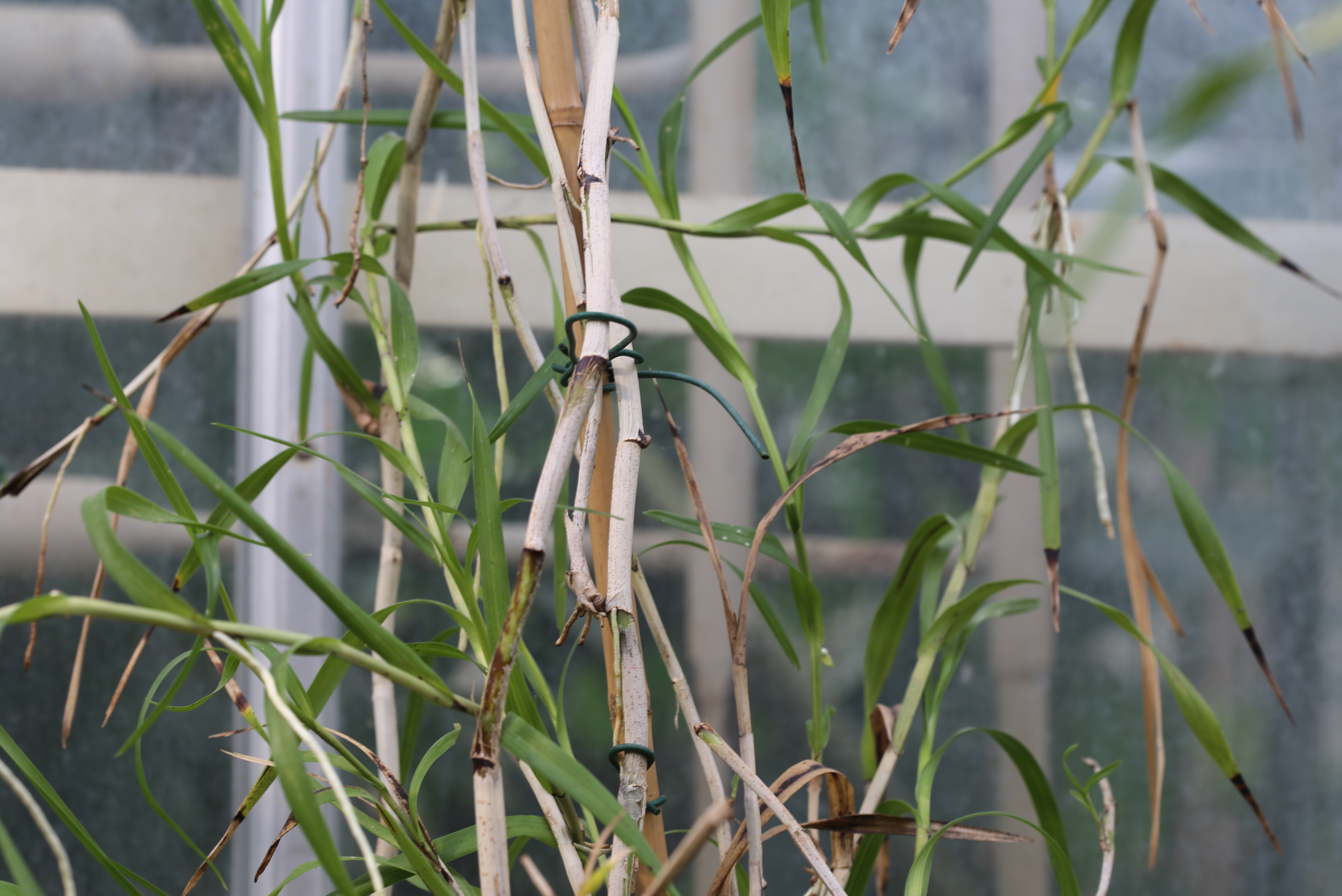
茎の様子
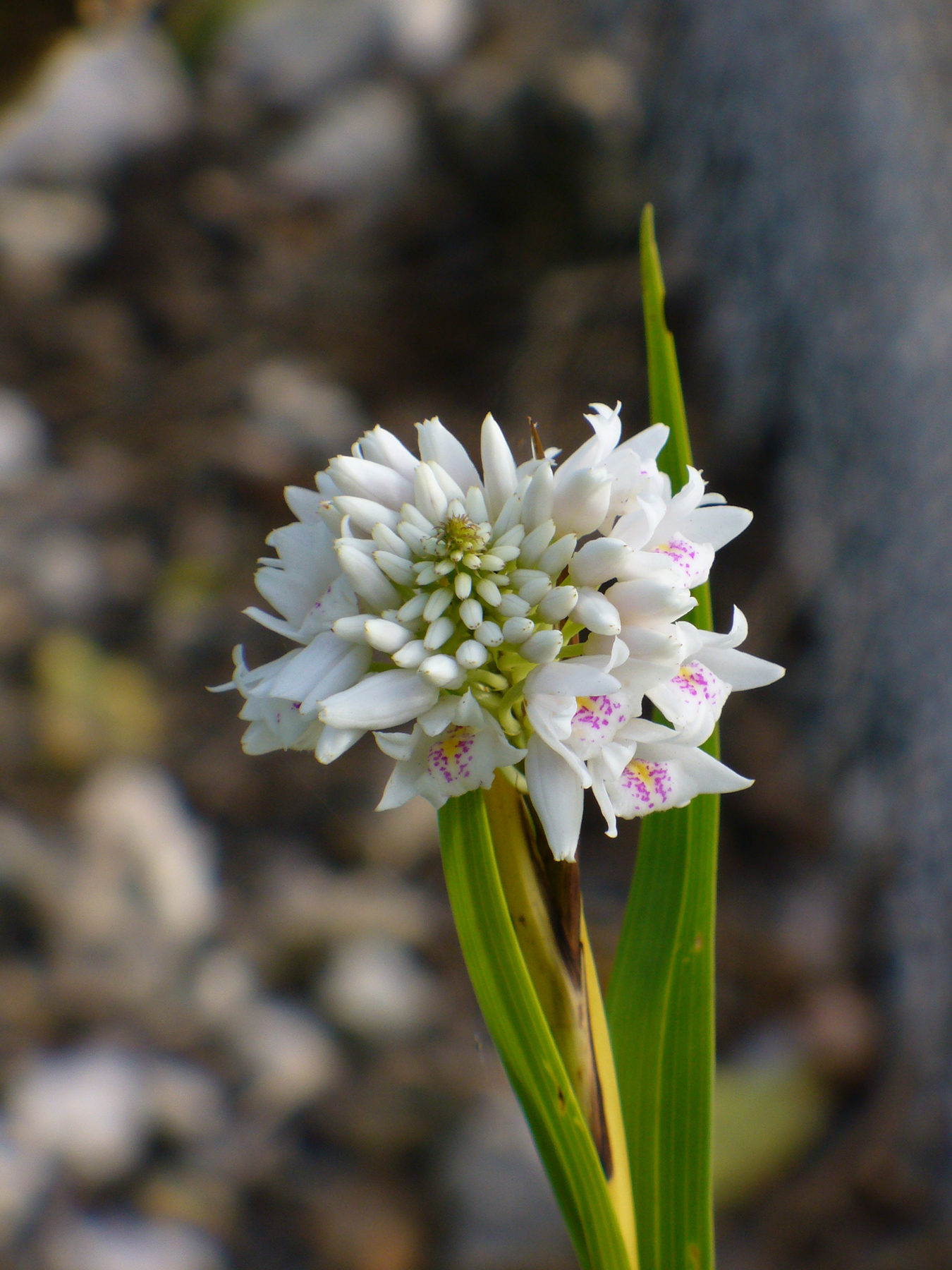
開花すぐの花序の様子
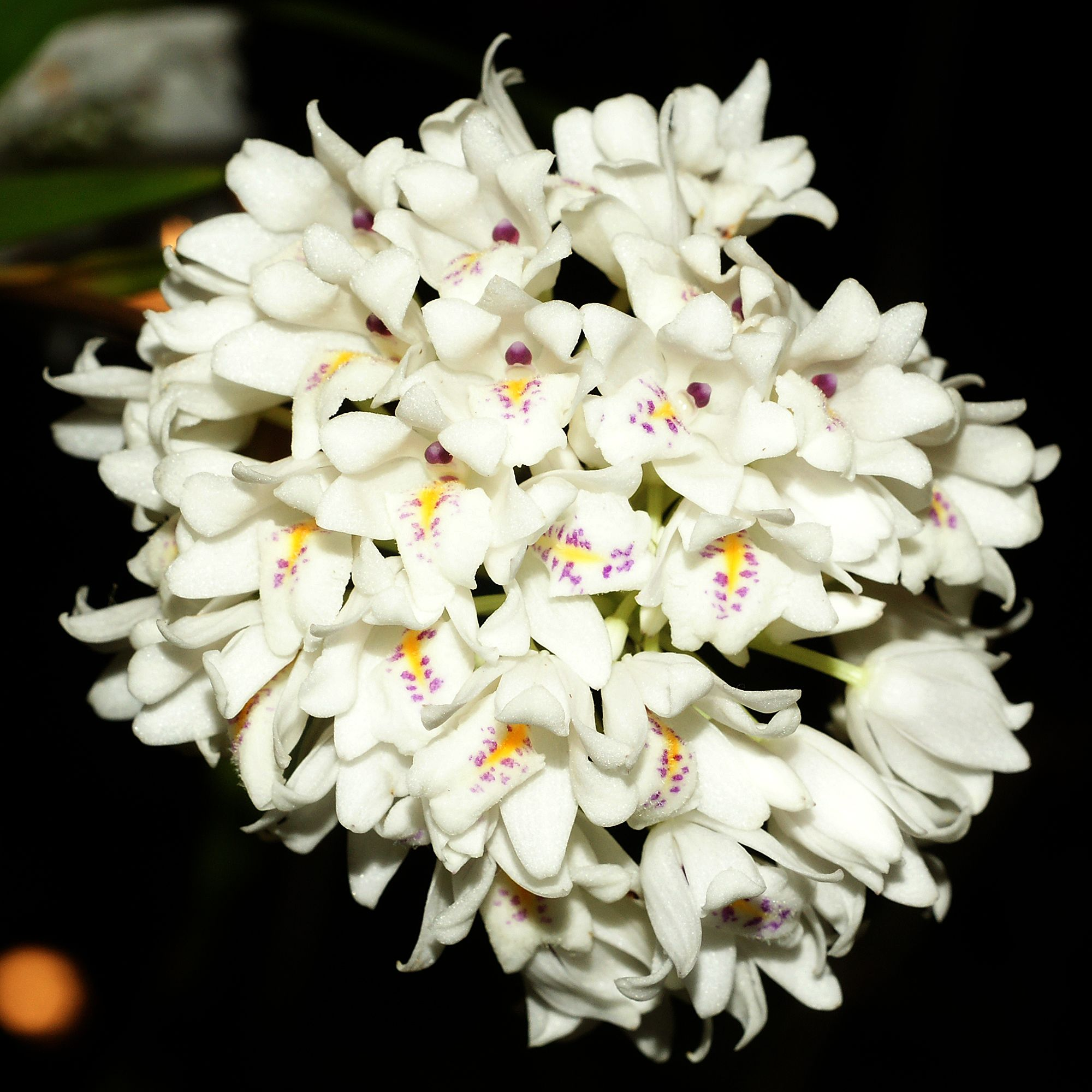
花の拡大

## 分布
タンザニアに分布し、標高450-1800mの地域に生育する。地上性か、あるいは岩の上に生じる。生育環境としては山麓部の草原地帯である。

## 分類
この属 Neobenthamia Rolfe は単形属であり、本種はこの属の唯一の種である。近縁な属としてはポリスタキア属 Polystachya があげられる。この属との相違点はこの属では花序が散忙花序であること、花が反転していること、唇弁にカルスがないこと、花粉塊の数が異なることがあげられる。また偽鱗茎を持つものが多く、草姿が大きく違うこともあげられるが、ポリスタキア属は種数が多く、草姿は多様で偽鱗茎を持たないものもある。

## 利用
洋ランの1つとして観賞用に栽培される。ただし普及はしていない。洋ランとしての略称もない模様である。性質は強健で栽培は比較的容易である。